# 凯里耶
凯里耶（芬蘭語：Käärijä，芬蘭語發音：[ˈkæːrijæ]；1993年10月21日—），本名为耶雷·珀于赫宁（Jere Pöyhönen，芬蘭語發音：[ˈjere ˈpøy̯hønen]），是一名芬兰歌手及词曲作家。2020年他发布了首部专辑。2023年他代表芬兰参加2023年欧洲歌唱大赛，参赛歌曲是《恰恰恰》，并取得了第二名的成绩。

## 生平
珀于赫宁成长于芬兰首都地区的万塔市。他在学习练鼓时发现自己对音乐的兴趣，并自2014年起开始制作音乐。他的艺名在芬兰语中的意思是“卷东西的人”，源于他和朋友之间有关赌博的笑话；赌博也是他的音乐中经常出现的主题。
2017年之前珀于赫宁独立发行自己的音乐。2017年他与Monsp Records签订了合同，随后发行了双联单曲/。第二年他发布了迷你專輯。2020年发布了他的首张专辑。
2023年1月11日，珀于赫宁宣布为2023年新音乐比赛的七位参选者之一。参赛歌曲《恰恰恰》是他和阿莱克西·努尔米（Aleksi Nurmi）及约翰内斯·瑙卡里宁（Johannes Naukkarinen）共同创作的，并在2023年1月18日发行。在比赛中他以总分539分（467分来自观众投票，72分来自国际评委）的成绩夺冠，并因此将代表芬兰参加2023年欧洲歌唱大赛。